# Bundesweite Arbeitsgemeinschaft der psychosozialen Zentren für Flüchtlinge und Folteropfer
Die Bundesweite Arbeitsgemeinschaft der Psychosozialen Zentren für Flüchtlinge und Folteropfer (kurz: BAfF e.V.) ist der Dachverband der Psychosozialen Zentren, Einrichtungen und Initiativen, die sich die psychosoziale und therapeutische Versorgung von Geflüchteten in Deutschland zur Aufgabe gemacht haben. Seit 1996 engagiert sich die BAfF für vollen Schutz und gleiche Rechte für Geflüchtete und Überlebende von Folter und anderer Gewalt.
Geleitet wird die BAfF durch das Recht aller Menschen auf Gesundheit. Dieses wurde in zahlreichen internationalen Übereinkommen ausdrücklich anerkannt, wie beispielsweise in der Genfer Flüchtlingskonvention, der EU-Grundrechtecharta und der UN-Antifolterkonvention.

## Leitbild
Wahrung der Menschenrechte, insbesondere des Rechtes auf Leben, körperliche Unversehrtheit und Gesundheit der in Deutschland Hilfe suchenden Menschen.

## Entstehung der BAfF
Der eingetragene Verein ging 1996 aus einer Reihe von nationalen Treffen und Fachtagungen hervor, in welchen die Idee eines bundesweiten Bündnisses der Psychosozialen Zentren in Deutschland befürwortet wurde. Die BAfF nimmt Aufgaben wahr, die allen Mitgliedsorganisationen gemeinsame Anliegen sind und die die Wirkungs- und Einflussmöglichkeiten der einzelnen Organisationen sinnvoll erweitern, so u. a.
- gemeinsame Projekte und Evaluation der psychosozialen Begleitung von geflüchteten Menschen in Deutschland
- Erfahrungs- und Informationsaustausch zwischen den Zentren und mit externen Fachkräften
- Arbeitsgruppen zu Standards in der Therapie und Begutachtung psychotraumatisierter Flüchtlinge
- Lobby- und Öffentlichkeitsarbeit
- europäische und internationale Vernetzung
- Fortbildungen und eine jährliche Bundesfachtagung.

Die Geschäftsstelle hat ihren Sitz in Berlin. Der Vorstand besteht aus einem geschäftsführenden Vorstand (Vorsitz, stellv. Vorsitz und Schatzmeister) sowie einem erweiterten Vorstand aus ehrenamtlichen Beisitzern. 27 Jahre stand Gründungsmitglied Elisabeth Bittenbinder an der Spitze des Verbandes. 2021 ging sie als Geschäftsleiterin in den Ruhestand, auf sie folgte Lukas Welz. 2023 beendete sie auch ihre Tätigkeit als ehrenamtliche Vorsitzende. Ulrike Schneck wurde auf der Mitgliederversammlung in Frankfurt am Main zu ihrer Nachfolgerin gewählt.

## Finanzierung
Neben den Mitgliedsbeiträgen finanziert sich die BAfF hauptsächlich aus Projektmitteln und durch Spenden. Die BAfF hat sich der Initiative Transparente Zivilgesellschaft angeschlossen und veröffentlicht wichtige Daten zum Verein, der Herkunft der Hauptfinanzierungen sowie weitere Daten, um Transparenz, Vertrauen und Glaubwürdigkeit zu schaffen – nicht nur für die Mitglieder, sondern auch für die Öffentlichkeit, Spender, Fördernde und alle Interessierte.

## Handlungsfelder der BAfF
Vernetzung
- Vernetzung der Mitgliedzentren (Psychosoziale Zentren) untereinander und auf europäischer und internationaler Ebene
- Stärkung des fachlichen Austauschs mittels der Entwicklung, Sammlung und Weitergabe von bspw. professionellen Standards, neuster Forschungsergebnisse, rechtlicher Veränderungen

Fachliche Expertise
- Stärkung des fachlichen Austauschs in Hinblick auf Erfahrung, Wissen und Information zwischen den Mitgliedszentren
- Entwicklung und Dokumentation von ethischen und professionellen Standards für eine angemessen Behandlung von traumatisierten Geflüchteten und Opfern organisierter Gewalt sowie die Bekanntmachung

- Impulse für die wissenschaftliche Forschung, zur Klärung von Fragen zu Folgen von organisierter Gewalt auf den Menschen sowie zur Entwicklung von Methoden zu ihrer ganzheitlichen Behandlung
- Dokumentation von Forschungsergebnissen für die Fachöffentlichkeit
- Dokumentation, Analyse und Verbreitung von rechtlichen Veränderungen in der Asyl- und Migrationspolitik sowie in Bezug auf aufenthaltsrechtliche Fragen
- Expertise für Tagungen, Expertenrunden, Politik, Verwaltung, Fachleute u. a.

Weiterbildung
- Entwicklung und Förderung von Qualifizierungsmaßnahmen innerhalb der Behandlungszentren (Fortbildung, Fachtagungen, Zusammenarbeit mit Ausbildungsinstituten)
- Angebot von Qualifizierungsmaßnahmen für Fachleute außerhalb der Behandlungszentren

Lobby- und Öffentlichkeitsarbeit
- Veröffentlichung und Verbreitung gemeinsamer Anliegen der Psychosozialen Zentren gegenüber der Öffentlichkeit und politischen Entscheidungsträgern auf lokaler, regionaler, bundesweiter und internationaler Ebene
- Förderung der Zusammenarbeit mit Wohlfahrtsverbänden, Ärzte- und Psychotherapeutenkammern, Entscheidungsträgern im Gesundheits- und Sozialwesen sowie weiteren öffentlichen Interessenvertretern und europäischen Institutionen
- Presse- und Öffentlichkeitsarbeit sowie Fundraising.

## Der Versorgungsbericht der BAfF
Einmal im Jahr veröffentlicht die BAfF den Versorgungsbericht mit Zahlen aus den Psychosozialen Zentren. Dazu wird eine Onlinebefragung bei allen Mitgliedszentren durchgeführt, um Daten zur Versorgung geflüchteter Menschen in den Psychosozialen Zentren zu erheben. Dies ist die einzige regelmäßig stattfindende und bundesweite Erhebung von Daten zur psychosozialen Versorgung geflüchteter Menschen.
Mit rund 25.000 Klienten, die ein psychosoziales und/oder therapeutisches Angebot in 2019 in Anspruch genommen haben, zeigt sich ein Anstieg von knapp 10 Prozent im Vergleich zu 2018. Wie schon in den Jahren zuvor wird dadurch die Dringlichkeit psychosozialer Hilfe für geflüchtete Menschen in Deutschland deutlich. Die Daten zeigen so auch den ungedeckten Versorgungsbedarf, den es in Deutschland für die psychosoziale Begleitung von geflüchteten Menschen gibt – über 11.800 Personen konnten 2019 nicht versorgt werden. Die Gründe dafür sind vor allem Kapazitätsgrenzen und fehlende finanzielle Mittel.

## Mitglieder der BAfF
Derzeit sind 51 Psychosozialen Zentren aus ganz Deutschland Mitglied in der BAfF (Stand November 2021). Neben den Psychosozialen Zentren sind dies auch Einrichtungen und zivilgesellschaftliche Initiativen, darunter alle größeren Einrichtungen zur Rehabilitation von Flüchtlingen und Folteropfern in Deutschland sowie einige Flüchtlingsberatungsstellen, die auch psychologische Angebote bereithalten.
Außerdem sind andere Menschenrechtsorganisationen (bspw. PRO ASYL und Flüchtlingsräte) sowie Einzelpersonen Fach- oder Fördermitglieder.

## Die Psychosozialen Zentren
Die Psychosozialen Zentren bieten ein niedrigschwelliges, multiprofessionell organisiertes Leistungsspektrum an. Menschen mit Fluchterfahrung werden durch die in den Zentren vorhandene psychotherapeutische, sozialarbeiterische, rechtliche und ärztliche Expertise individuell je nach Bedarf unterstützt.
Die meisten Zentren bieten darüber hinaus Fortbildung und Fachberatung für medizinische, psychotherapeutische und pädagogische Fachkräfte an und setzen sich auch auf politischer Ebene für die Belange von Überlebenden von Krieg, Folter und Flucht ein.
Die Psychosozialen Zentren finden sich in allen Bundesländern:

### Baden-Württemberg
- Nadia Murad Zentrum
- PSZ Nordbaden
- Verein zur Unterstützung traumatisierter Migranten e. V. Karlsruhe
- Refugium Freiburg – Psychosoziale und medizinische Beratung und Koordinierung für Geflüchtete
- refugio Stuttgart e.V. – Psychosoziales Zentrum für traumatisierte Flüchtlinge
- PBV Stuttgart – Psychologische Beratungsstelle für politisch Verfolgte und Vertriebene
- BFU Ulm – Behandlungszentrum für Folteropfer Ulm
- REFUGIO Villingen-Schwenningen – Kontaktstelle für traumatisierte Flüchtlinge
- Traumanetzwerk Lörrach

### Bayern
- REFUGIO München – Beratungs- und Behandlungszentrum für Flüchtlinge und Folteropfer
- PSZ Nürnberg – Psychosoziales Zentrum für Flüchtlinge

### Berlin
- Zentrum Überleben gGmbH
- XENION Berlin – Psychotherapeutische Beratungsstelle für politisch Verfolgte
- MeG betreutes Wohnen gGmbH, Psychosoziale Unterstützung und Therapie für Migranten erster Generation
- Fachstelle für LSBTI_ Geflüchtete

### Brandenburg
- Behandlungsstelle für traumatisierte Flüchtlinge, Fürstenwalde

### Bremen
- REFUGIO Bremen – Psychosoziales Zentrum für ausländische Flüchtlinge

### Hamburg
- haveno – Psychotherapie und interkulturelle Kommunikation
- SEGEMI – Seelische Gesundheit Migration und Flucht e.V.
- Lichtpunkt. Traumatherapie und Psychosoziales Zentrum
- PSB Flucht – Psychosoziale Beratung für Flüchtlinge

### Hessen
- FATRA Frankfurt/M. – Frankfurter Arbeitskreis Trauma und Exil e.V.
- Ev. Zentrum für Beratung und Therapie Frankfurt/M. – Haus am Weißen Stein – Beratung und Therapie für Flüchtlinge
- Psychosoziale Beratungsstelle für Flüchtlinge am Zentrum für Psychotherapie der Goethe-Universität Frankfurt

### Mecklenburg-Vorpommern
- Psychosoziales Zentrum für Migranten in Vorpommern, Greifswald
- Psychosoziales Zentrum Rostock für Geflüchtete & Migrant*innen
- Psychosoziales Zentrum im Café International, Neubrandenburg

### Niedersachsen
- Netzwerk für traumatisierte Flüchtlinge in Niedersachsen e.V., Hildesheim
- IBIS – Interkulturelle Arbeitsstelle e.V., Oldenburg

### Nordrhein-Westfalen
- Caritas Therapiezentrum für Menschen nach Folter und Flucht
- Refugio Münster – Psychosoziale Flüchtlingshilfe
- PSZ für Flüchtlinge Diakonie Mark-Ruhr
- Psychosoziales Zentrum für Flüchtlinge Düsseldorf
- Psychosoziales Zentrum für Flüchtlinge Dortmund
- PSZ Bielefeld – Psychosoziales Zentrum für Flüchtlinge
- PSZ Aachen – Psychosoziales Zentrum für Flüchtlinge in der Städteregion Aachen (PÄZ Aachen e.V.)
- MFH Bochum – Medizinische Flüchtlingshilfe Bochum e.V.
- Psychosoziales Zentrum Mondial für Geflüchtete, Bonn

### Rheinland-Pfalz
- PSZ Montabaur
- Psychosoziales Zentrum für Flucht und Trauma
- Psychosoziales Zentrum Pfalz
- Ökumenische Beratungsstelle für Flüchtlinge, Trier
- IN TERRA – Psychosoziales Zentrum für Flüchtlinge, Mayen

### Saarland
- PSZ Saarbrücken – Psychosoziales Beratungszentrum des Deutschen Roten Kreuzes

### Sachsen
- Psychosoziales Zentrum - Beratungsstelle Chemnitz
- Psychosoziales Zentrum Dresden
- Psychosoziales Zentrum für Geflüchtete Leipzig

### Sachsen-Anhalt
- Psychosoziales Zentrum für Migrantinnen und Migranten (Standorte in Halle (Saale) und Magdeburg)

### Schleswig-Holstein
- Brücke Schleswig-Holstein, Kiel
- Psychosoziale Anlaufstelle für Geflüchtete

### Thüringen
- Refugio Thüringen – Psychosoziales Zentrum für Flüchtlinge (Standorte in Jena und Erfurt)